# Беспощадный убийца
Беспощадный убийца (англ. The Deadly Assassin) — третья серия четырнадцатого сезона британского научно-фантастического телесериала «Доктор Кто», состоящая из четырёх эпизодов, которые были показаны в период с 30 октября по 20 ноября 1976 года.

## Сюжет
После получения сигнала с Галлифрея у Доктора начинается видение убийства им президента Галлифрея, и он спешит на свою родную планету. Но на планете ТАРДИС окружает стража, и он понимает: Повелители Времени его не вызывали. Он тихо выбирается из ТАРДИС, а солдат, пытавшихся его арестовать, убивает странная фигура. За этим наблюдает Мастер.
Доктор смотрит выпуск новостей, который ведёт его одноклассник по Академии Рансибл, откуда узнаёт, что президент уходит в отставку и собирается назвать преемника. Он крадёт одну из роб и пробирается в зал церемоний, где замечает снайперскую винтовку рядом с камерой на балконе, но убийцы там не оказывается. Тот находится в толпе и убивает президента вблизи, а Доктора у винтовки принимают за убийцу.
Находясь под следствием, Доктор пытается убедить всех, что его подставили, и ему верит кастелян Спендрелл, который приказывает координатору Энгину помочь ему в расследовании. Для отсрочки казни Доктор баллотируется в президенты. Вернувшись на место преступления, Доктор понимает, что из винтовки нельзя было убить президента. Они хотят найти запись с камеры, но Мастер похищает её и убивает Рансибла.
Доктор догадывается, что предупреждение об убийстве послал ему Мастер через Матрицу, нейронную сеть, преобразующую образы разума в виртуальную реальность, и решает выследить его в ней. Энгин предупреждает, что смерть в Матрице — смерть и в реальном мире.
Попав в Матрицу, Доктор сталкивается с убийцей: канцлером Готом. В борьбе с ним Доктора Мастер пытается запереть в Матрице, но его вытаскивает Энгин, а Гот получает смертельные ожоги. Доктор и Спендрелл находят Мастера без пульса и умирающего Гота. Перед смертью тот предупреждает, что у Мастера есть план судного дня.
Когда кардинал Боруса слышит эту историю, он решает её изменить для истории: Мастер прибыл, чтобы убить президента, Гот его убил, но погиб сам. Доктору в этой истории нет места.
Доктор догадывается о плане Мастера и Гота: получение Пояса и Ключа Рассилона. Оказывается, что это не просто церемониальные объекты, они нужны для управления Глазом Гармонии, удерживающим чёрную дыру. А Мастер на самом деле вколол себе нервный ингибитор, жив и собирается поглотить регенерационную энергию, что уничтожит Галлифрей и сотни других миров. Доктор со Спендреллом и Энгином отправляется в морг, где их запирает Мастер.
Мастер добирается до Глаза в Паноптиконе и открывает его. Начинается землетрясение, но тут появляется выбравшийся из морга Доктор, и в битве Мастер падает в пропасть. Доктор останавливает реакцию и спасает Галлифрей, но половина города уже лежит в руинах. Он прощается с Борусой, Спендреллом и Энгином, но предупреждает, что Мастер может быть жив. ТАРДИС Доктора улетает, а Мастер тем временем проникает в свою ТАРДИС, выглядящую как старые часы, и сбегает.

## Трансляции и отзывы
| Эпизод            | Дата показа     | Продолжительность | Телезрители (в миллионах) |
| ----------------- | --------------- | ----------------- | ------------------------- |
| «Часть 1»         | 30 октября 1976 | 21:13             | 11,8                      |
| «Часть 2»         | 6 ноября 1976   | 24:44             | 12,1                      |
| «Часть 3»         | 13 ноября 1976  | 24:24             | 13,0                      |
| «Часть 4»         | 20 ноября 1976  | 24:23             | 11,8                      |
| [ 1 ] [ 2 ] [ 3 ] |                 |                   |                           |